# سیارک ۲۴۶
سیارک ۲۴۶ (به انگلیسی: 246 Asporina) دویست و چهل و ششمین سیارک کشف شده‌است که در ۶ مارس ۱۸۸۵ و در مارسی کشف شد.
قدر مطلق سیارک برابر ۸٫۶۲ است.